# Daniel Hechter
Daniel Hechter, né le 30 juillet 1938 à Paris, est un créateur de mode français.

## Biographie

### Famille
Daniel Hechter est né à Paris dans une famille qui possède une entreprise de prêt-à-porter. À l'âge de 4 ans, il est obligé de fuir Paris avec sa mère et ne voit plus son père, prisonnier de guerre, jusqu'à l'âge de 7 ans. Il fait son service militaire de 1958 à 1960.
Il se marie à Marika Hechter avec qui il a une fille, Kareen, née en 1964. Sa femme meurt à 24 ans des suites de l'accident d'avion Agadir-Paris le 4 avril 1970. De sa fille, il a deux petites-filles, Eléa et Pénélope.
En 1980, il épouse Jennifer Chambon. Ils se séparent en 1996.
Il vit quelques années avec l'actrice Fiona Gélin avant de refaire  sa vie avec une femme moldave.
Il est l'oncle de la romancière Émilie Frèche, née en 1976.

### Couturier
Après ses études au lycée Voltaire et au lycée Chaptal à Paris, Hechter obtient son bac et travaille en même temps comme magasinier dans une maison de mode jusqu'en 1955. Il devient couturier après avoir créé à 18 ans son premier atelier. En 1956, Louis Féraud et Jacques Esterel vendent les créations de Hechter.
En 1957, il a son premier succès lorsque Brigitte Bardot porte l'un de ses modèles dans le film Une parisienne.
En 1958, Il entre chez Pierre d'Alby pour donner un sang neuf aux collections et devient ainsi le premier styliste. Il sera très vite suivi par la vague des années 1960 : Emmanuelle Khanh, Christiane Bailly, Gérard Pipart. Viendront ensuite les Jacobson (Dorothée Bis) Sonia Rykiel… Tous ont contribué à la démocratisation de la mode et ont donné des lettres de noblesse au prêt-à-porter.
En 1962, il fonde sa propre griffe Daniel Hechter, présente sa première collection, lance la mode militaire[réf. souhaitée]. Son but est de proposer du prêt-à-porter de luxe, et des articles destinés à différents segments de clients. La chemise blanche avec col imprimé, le grand manteau en laine, et la veste de velours milleraies deviendront emblématiques.
En 1967, suivant la tendance de l'époque, il diffuse ses modèles « maxi » au moment où la minijupe était reine mais en fin de règne. Parallèlement il lance la mode pour « enfants qui s'habillent comme leurs parents » en miniaturisant ses collections. Le succès est immédiat, il habille les enfants des familles royales et des plus grandes stars.
En 1968, il lance sa collection pour hommes qui représente 70 % de ses collections en 2010, contre 30 % à la femme.
En 1970, il crée deux nouvelles lignes : l'homme et le sport. Il possède alors, plus de 100 licences dans le monde. À cette période, il possède sept collections différentes.
En 1974, ouverture de la première boutique Daniel Hechter. Il prend la direction du PSG et dessine les maillots de joueurs.
En 1979, il est le seul français nommé aux Oscars de la Mode aux États-Unis. Il le sera cinq fois consécutives.
Durant les années 1980, il lance différentes lignes : maison, meuble, linge, art de la table, etc.
En 1998, il vend sa société et s'installe à Genève. Il prend la direction du club Étoile Carouge FC.
En 2002, il écrit son premier roman, Le Boss.
Aujourd'hui, il dessine des appartements et des maisons, tout en s'adonnant à la même passion depuis la fin des années 1960 : l'art contemporain.

### Dans le football
En 1973, le Paris Saint-Germain est promu en 2e division mais doit trouver 25 millions d'anciens francs pour pouvoir y participer. Daniel Hechter offre alors cette somme au club, à l'époque sous forme d'une association loi de 1901, et en devient dirigeant. Il y monte une section professionnelle qu'il amène en première division. C'est lui qui dessine le maillot dit « historique » du club. Il est président du comité de gestion du 15 juin 1973 au 9 juin 1974 puis président du PSG du 9 juin 1974 au 6 janvier 1978, mais quitte la présidence du PSG à la suite du scandale de la double billetterie du Parc des Princes, qui avait privés de place des spectateurs ayant pourtant régulièrement payé leur billet.
À la suite de l'émotion causée par cette affaire, il est radié à vie du football français. Cette décision est annulée le 19 décembre 1980 par le Conseil d'État.
Par la suite, il put prendre la direction du Racing Club de Strasbourg de 1986 à 1989.

### Dans le sport automobile
Daniel Hechter est partenaire de Renault Sport Formula One Team depuis 2018. ses équipes ont conçu plusieurs formats autour du nouveau costume « intelligent », développé en co-branding[Quoi ?]. Une nouvelle technologie, « Racing Suit. Keep Control », permet l'autorégulation de la température corporelle à 37 °C[réf. nécessaire].

### Politique
Daniel Hechter s'est présenté comme tête de liste pour la liste Énergie Sud (proche de Bernard Tapie et du Parti radical de gauche) dans le Var, aux élections régionales de 1992 en Provence-Alpes-Côtes-d'Azur, et a été élu.

## La marque Daniel Hechter
En 2010, la marque Daniel Hechter (originellement appelée Daniel Hechter Paris), propriété du groupe familial allemand Miltenberger Otto Aulbach GmbH depuis 1998, réalise un chiffre d'affaires de 220 millions d’euros sur tous produits hors parfum, compte près de 200 boutiques dans 65 pays (magasins en contrat de concession et non de franchise), avec comme premier marché l’Allemagne, devant la France, puis viennent la Russie et l’Afrique du Sud ; les marchés chinois et indien étant en forte progression. Elle réalise 5 % de son activité en France avec 8 boutiques et 170 détaillants multimarques.